# اگومون
اگومون یک منطقهٔ مسکونی در الجزایر است که در بوخلیفه واقع شده‌است.
 پدر و مادر زین الدین زیدان در این منطقه متولد شدند.